# Land der Städte

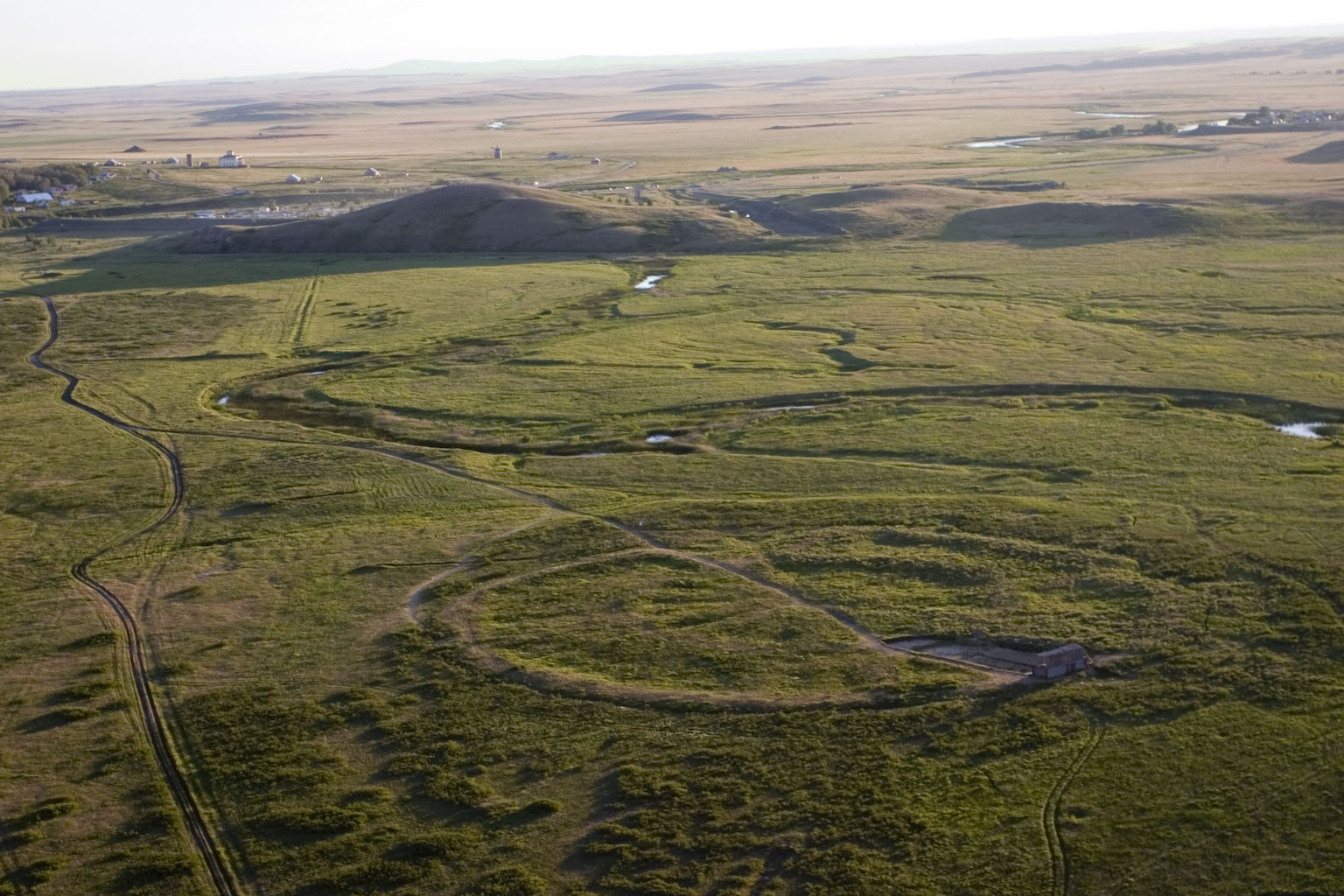
Panorama der Umgebung der befestigten Siedlung Arkaim

Das Land der Städte ist der Name eines Gebietes im Südural, in dem Wallburgen der Sintascha-Kultur aus der Bronzezeit (ungefähr 3000–2000 v. u. Z.) gefunden wurden. In der Geschichtswissenschaft wird sie als „der Wolga-Ural-Herd einer kulturellen Genese“ bezeichnet. Die berühmteste antike Siedlung des Landes der Städte ist Arkaim.

## Entdeckung
Die Wallburgen wurden in den 1960er bis 1980er Jahren gefunden. Eine der ersten fand man 1968 in der Nähe des Flusses Sintaschta (Name des Oberlaufs des Schelkuar, eines Nebenflusses des Tobol). Die Siedlung wurde von den Entdeckern nach dem Fluss benannt. Bald nach der Entdeckung anderer Städte begannen Archäologen, den Begriff „Sintaschta-Kultur“ zu verwenden. Eine Reihe von Wissenschaftlern, darunter Gennadi Borissowitsch Sdanowitsch, unterscheiden die Sintascha-Kultur von der Andronowo-Kultur.
Viele Siedlungen wurden durch wirtschaftliche Aktivitäten beschädigt. Es gelang jedoch, Arkaim zu retten. Es war geplant, einen Stausee anzulegen, der das Gebiet Arkaims überschwemmt hätte. In den 1980er Jahren wurde bereits mit Arbeiten zur Verfüllung des Erdschachtes der Wasserstauwand zwischen dem Schlangengebirge und dem Gratschina-Hügel begonnen, aber öffentliche Proteste konnten das Projekt stoppen.

## Beschreibung
Das Land der Städte befindet sich auf den Gebieten der Russischen Föderation Oblast Tscheljabinsk, Oblast Orenburg und Republik Baschkortostan sowie dem Gebiet Nordkasachstan der Republik Kasachstan. Die Städte sind über ein Gebiet von 350 Kilometern Durchmesser verstreut. Viele Siedlungen wurden durch Luftaufnahmen entdeckt. Bis heute sind die meisten Siedlungen noch nicht archäologisch ausgegraben worden.
Alle vorgefundenen Siedlungen weisen ähnliche Bauten auf, eine ähnliche städtische Infrastruktur, Baumaterialien, Existenzzeit und auch eine identische topographische Logik. Die Städte hatten überwiegend eine runde oder ovale Form und waren von einer Außenmauer umgeben. An die Mauer schlossen sich öffentliche und private Bauten an. In jeder der Städte gab es eine Regenwasserkanalisation, die das Wasser aus der Stadt leitete. In der Nähe der Städte wurden Gräberfelder und Tiergehege gefunden. Auf dem Gebiet der Städte wurden Abbaustätten für Erze gefunden.
Es wurden drei Grundformen von Siedlungen gefunden:
- runde (8–9 Städte)
- ovale (ungefähr 5)
- rechteckige (etwa 11)

Der Begriff „Land“ beschreibt das Verhältnis der Städte untereinander vermutlich am besten. Alle gefundenen Städte verbinden etliche Eigenschaften. Sie liegen in einem kompakten Gebiet, stammen aus der gleichen Zeitspanne, weisen einen ähnlichen architektonischen Stil auf und verwendeten die gleichen technischen Lösungen und ähnliche Baumaterialien. Die Städte der Sintaschta-Kultur wurden von Menschen derselben Ethnie (die zu den Europiden gehörten) bewohnt und zeigten ähnliche wirtschaftliche Aktivitäten. Es ist nicht bekannt, wie die politischen Beziehungen zwischen den Städten innerhalb des Landes waren. Die Städte befanden sich in einer Entfernung von bis zu 70 km voneinander, was für eine eintägige Reise von einer Siedlung zur anderen geeignet war. Solche geografischen Bedingungen ermöglichten günstige Wirtschaftsbeziehungen, sei es für den Handel, den Austausch von Rohstoffen oder Spezialisten. Die Lage wirkte sich zudem positiv auf militärische Operationen aus, da bei Feindannäherung Verstärkungen relativ schnell an einem Ort zusammengezogen werden konnten.

### Einzigartigkeit
Aus einer Vielzahl von Gründen sind die befestigten Siedlungsplätze einzigartige Denkmäler der Archäologie.
- Das Alter der Monumente – die jüngsten sind 3700 Jahre alt, was mit den altägyptischen Pyramiden vergleichbar ist;
- Die Ausprägung der Siedlungen als Städte – unter anderen gefundenen antiken Siedlungen gibt es nur sehr wenige Städte. Meist werden andere Spuren menschlicher Aktivität wie Grabhügel oder Gräber gefunden;
- Die Siedlungen wurden als Städte gebaut – sie entwickelten sich nicht aus Siedlungen;
- Jede Stadt ist ein einziger geschlossener Gebäudekomplex – Städte bestehen in der Regel aus separaten Gebäuden, die zu unterschiedlichen Zeiten gebaut werden;
- andere (auch antike) Siedlungen mit ähnlicher urbaner Struktur und Architektur sind bisher nicht auf unserem Planeten gefunden worden;
- Unterschied zu anderen Kulturschichten der eurasischen Steppe;
- der älteste gefundene Streitwagen (2026 v. u. Z.);
- Produkte einer für die damalige Zeit weit entwickelten Metallurgie;
- perfekte Wasserbauwerke: ein Damm, eine Talsperre und Umleitungskanal in Sintasschta und ein Straßenablauf in Arkaim.

## Liste der Städte
- Arkaim (Rajon Bredy, Oblast Tscheljabinsk) an einem Kap des Flusses Bolschaja Karaganka. Sie wurde 1987 gefunden, nachdem 1957 Hinweise gefunden worden waren. Sie weist eine runde Form auf.
- Alandskoe (Rajon Kwarkeno, Oblast Orenburg) an einem Kap des linken Ufers des Flusses Suunduk. Sie wurde 1987 gefunden und weist eine ovale Form auf.
- Andrejewskoje (Rajon Bredy, Oblast Tscheljabinsk) auf einer Halbinsel am linken Ufer des Flusses Sintaschta. Sie wurde 1990 bei der Analyse von Luftaufnahmen entdeckt und weist eine rechteckige Form auf.
- Bersuat (Rajon Bredy, Oblast Tscheljabinsk) am linken Ufer des Flusses Bersuat, am Zufluss des kleinen Nebenflusses Jagodny Dol. Sie wurde 1987 bei der Analyse der 1957 durchgeführten Luftbildvermessung entdeckt und weist eine ovale Form mit Abmessungen von 200 × 150 Metern auf.
- Bachta (Rajon Agapow, Oblast Tscheljabinsk) am linken Ufer des Flusses Gumbejka Flusses (an einem Kap der Gumbejka und dem alten Flussbett der Bachta). Sie wurde 2000 bei der Analyse von 1955 und 1956 durchgeführten Luftaufnahmen entdeckt und weist eine quadratische Form mit Abmessungen von 165 × 165 Metern auf.
- Schurumbai (Rajon Kartaly, Oblast Tscheljabinsk) am rechten Ufer des Flusses Karagajat auf einem Kap, das vom Fluss Karagajat und seinem Nebenfluss Schurumbai gebildet wird. Sie wurde 1987 bei der Analyse von Luftaufnahmen entdeckt.
- Isiney (Rajon Warna, Oblast Tscheljabinsk) am rechten Ufer des Flusses Karagaily-Ayat. Sie wurde 1991 bei der Analyse von Luftaufnahmen entdeckt.
- Kamenny Ambar (Olginskoje) (Rajon Kartaly, Oblast Tscheljabinsk) am rechten Ufer des Flusses Karagajew-Ajat. Sie wurde 1982 bei der Analyse von Luftbildaufnahmen entdeckt.
- Kamysti (Nordkasachstan) am linken Ufer des Flusses Kamysti-Ayat. Sie wurde 1991 bei der Analyse von Luftaufnahmen entdeckt. Das Bodendenkmal ist stark zerstört, es befindet sich unter Werksanlagen.
- Kizilskoje (Rajon Kisilskoje, Oblast Tscheljabinsk) am rechten Ufer des Flusses Ural. Sie wurde 1968 gefunden, nachdem es bereits 1948 Hinweise auf sie gegeben hatte.
- Konopljanka (Rajon Kartaly, Oblast Tscheljabinsk) am rechten Ufer des Flusses Akmulla, wie der Oberlauf des Flusses Karagajal-Ajat genannt wird. Sie wurde 1988 bei der Analyse von Luftaufnahmen entdeckt.
- Kuisak (Rajon Kisilskoje, Oblast Tscheljabinsk) am rechten Ufer des Flusses Singeika. Sie wurde 1987 bei der Analyse von Luftaufnahmen entdeckt.
- Paris (Astafjewskoje) (Rajon Nagajbakski, Oblast Tscheljabinsk) am rechten Ufer des Flusses Kisil-Tschilik. Sie wurde 2002 bei der Analyse von Luftaufnahmen entdeckt.
- Rodniki (Rajon Kartaly, Oblast Tscheljabinsk) am rechten Ufer des Flusses Akmulla, wie der Oberlauf des Flusses Karataly-Ajat genannt wird. Sie wurde 1987 bei der Analyse von Luftaufnahmen entdeckt.
- Sarym-Sakly (Rajon Kisilskoje, Oblast Tscheljabinsk) am rechten Ufer des Flusses Singeika. Sie wurde 1987 bei der Analyse von Luftaufnahmen entdeckt.
- Sintaschta (Rajon Bredy, Oblast Tscheljabinsk) am linken Ufer des Flusses Sintaschta. Sie wurde 1972 entdeckt, nachdem es 1968 Hinweise gegeben hatte.
- Sintaschta 2 (linkes Ufer) (Rajon Bredy, Oblast Tscheljabinsk) am linken Ufer des Flusses Sintaschta. Sie wurde 1990 bei der Analyse von Luftaufnahmen entdeckt.
- Stepnoje (Rajon Plast, Oblast Tscheljabinsk) am linken Ufer des Flusses Ui. Sie wurde 1987 bei der Analyse von Luftaufnahmen entdeckt.
- Ustje (Rajon Warna, Oblast Tscheljabinsk) am rechten Ufer des Flusses Nischni Togusak in der Nähe der Mündung des Flusses Kisinet. Sie wurde 2004 entdeckt.
- Tschekatay (Rajon Warna, Oblast Tscheljabinsk) am Ostufer des Sees Tschekatay. Sie wurde 1991 bei der Analyse von Luftaufnahmen entdeckt.
- Tschernoretschje 3 (Rajon Troizk, Oblast Tscheljabinsk) am Ostufer des Sees Tschekatay. Sie wurde 1977 gefunden.

Sowie:
- Nikolskaja 1
- Petrowka 2
- Bogoljubowo 1
- Streletskoje 1 (Rajon Troizk, Oblast Tscheljabinsk)[1]

## Pseudowissenschaftliche Rezeption
Zur Zeit der Entdeckung von Arkaim war die Perestroika in der UdSSR in vollem Gange. Es entwickelten sich alle Arten von „spirituellen Suchen“, wie Astrologie, Heilung, die Suche nach außerirdischen Zivilisationen, Hexerei, Revision der alten und die Schaffung neuer Lehren. Es erschienen einschlägige Bücher und Zeitschriften. „Heiler“, „Hellseher“ und „Telepathen“ wurden interessant, weil sie in den zuvor zensierten Nachrichten gefehlt hatten. Die Entdeckung eines wertvollen antiken Monuments in Arkaim war ebenfalls eine unkonventionelle Nachricht. Alle möglichen „neuen Strömungen“ begannen, die Stadt aktiv für ihre Zwecke zu nutzen. Die archäologischen Ausgrabungen in Bolschekaragan wurden zu einem Mekka für alle Arten von Neugierigen, einschließlich der oben beschriebenen. Es wurden verschiedene Hypothesen aufgestellt:
- Arkaim soll als Observatorium genutzt worden sein.
- Ufologen spekulierten, diese Städte seien von Außerirdischen gebaut worden.
- Hellseher spekulierten, dass es im Arkaim-Gebiet einen mächtigen Energiefluss gebe, und versuchten sich dort „aufzuladen“.
- Fans der indisch-vedischen Studien vermuteten, dass Arkaim die Heimat von Zarathustra sei.
- Es gab auch Spekulationen über die Spaltung der Völker dieses Landes in getrennte proto-nationale Zweige.

All diesen Spekulationen fehlt jegliche Evidenz.